# Actinoptera biseta
Actinoptera biseta är en tvåvingeart som beskrevs av Erich Martin Hering 1956. Actinoptera biseta ingår i släktet Actinoptera och familjen borrflugor.
Artens utbredningsområde är Sri Lanka. Inga underarter finns listade i Catalogue of Life.